# Hemispingus
Hemispingus là một chi chim trong họ Thraupidae.